# Czesław Gajzler
Czesław Gajzler (ur. 9 maja 1884 w Paradyżu, zm. 11 grudnia 1955 w Warszawie) – polski inżynier, nauczyciel i urzędnik państwowy. Prezydent Włocławka w latach 1924–1926.

## Życiorys
Urodził się w Paradyżu, w rodzinie Władysława i Józefy ze Sroczkowskich. Był absolwentem Szkoły Handlowej Zenona Goetzena w Łodzi (1903) i Instytutu Technologicznego w Charkowie (1909). Po studiach pracował jako inżynier w Charkowie w Kramatorskiej Fabryce(1909–1910), następnie jako kierownik Biura Budowy Wodociągów i Kanalizacji w Warszawie (1910–1911), w dobrach księcia Zdzisława Lubomirskiego na Białorusi (1911–1912), jako kierownik fabryki Towarzystwa Akcyjnego Wodomierzy w Moskwie (1912–1916). W 1916 został wcielony do wojska rosyjskiego, służył w wojskach inżynieryjnych, w 1918 służył krótko w I Korpusie Polskim w Rosji, od lipca do września 1918 był nauczycielem w Kaliszu. Następnie do 1921 pracował w Sekcji Budowlanej Departamentu Technicznego i Departamencie Budownictwa Ministerstwa Spraw Wojskowych.
Od 1 maja 1921 do 31 grudnia 1923 pełnił funkcję starosty powiatu koneckiego, najpierw jako starosta prowizoryczny (do 9 sierpnia 1922 r.). Oddalony z Końskich, za rzekome sympatyzowanie z Józefem Piłsudskim. 19 stycznia 1924 został mianowany starostą powiatu łuckiego, ale zrezygnował z tej funkcji wobec perspektywy wyboru na wiceprezydenta Włocławka. 20 maja 1924 został wiceprezydentem, a 27 listopada 1924 prezydentem Włocławka, zrezygnował z tej ostatniej funkcji 2 czerwca 1926.
W kolejnych latach był starostą powiatu rypińskiego (od 16 sierpnia 1926 do 1 września 1927), starostą powiatu łowickiego (od 2 września 1927 do 30 czerwca 1928), starostą włocławskim (od 1 lipca 1928 do 27 sierpnia 1931), starostą powiatu grodziskiego (od 27 sierpnia 1931 do 1935) i ponownie starostą włocławskim (od 1936 do wybuchu II wojny światowej). W Grodzisku został scharakteryzowany jako "bardzo dobrze uzdolniony do pełnienia służby przy władzach naczelnych".
Nie są znane jego działania w czasie II wojny światowej. Od kwietnia do końca października 1945 r. pracował w Państwowym Urzędzie Repatriacyjnym. Następnie jako inspektor w Ministerstwie Administracji Państwowej. zmarł w Warszawie. Został pochowany na cmentarzu Stare Powązki. 

## Ordery i odznaczenia
- Krzyż Kawalerski Orderu Odrodzenia Polski (11 listopada 1937)[6]
- Złoty Krzyż Zasługi (9 listopada 1931)[7]